# USS Bremerton (CA-130)
Lo USS Bremerton (hull classification symbol CA-130/CG-14) è stato un incrociatore pesante di classe Baltimore, prima nave della Marina degli Stati Uniti a prendere il nome dalla città di Bremerton, Washington.
Il contratto di costruzione venne assegnato alla New York Shipbuilding Corporation di Camden, New Jersey, e l'impostazione della chiglia avvenne il primo febbraio 1943. Il varo avvenne il 2 luglio 1944 sotto il patrocinio del signora Elizabeth K. McGowan ed entrò in servizio il 29 aprile 1945 con l'allora comandante John Boyd Mallard al comando.

## Storia

### Anni '40
Il Bremerton lasciò Norfolk per eseguire la sua crociera di shakedown, ovvero un collaudo in mare aperto, nelle acque al largo di Guantánamo Bay, a Cuba, il 29 maggio 1945. Verso la fine del periodo delle prove in mare servì come nave ammiraglia per l'ammiraglio Jonas Ingram, comandante in capo della flotta atlantica, durante un giro d'ispezione in Sud America. Una volta ritornato negli Stati Uniti venne dispiegato, dal 22 luglio al 2 ottobre 1945, in un lavoro sperimentale a Casco Bay, nel Maine.
Il 7 novembre 1945 salpò per Guantanamo Bay per ulteriore addestramento. Procedette quindi verso Pearl Harbor in rotta per prestare servizio nella 7ª flotta. L'incrociatore arrivò nelle Hawaii il 15 dicembre 1945 e successivamente, il 4 gennaio 1946, fece scalo ad Incheon, in Corea. In seguito operò in Estremo Oriente fino al 20 novembre 1946, quando arrivò a San Pedro, in California. Il Bremerton prese parte ad un addestramento di riserva al largo della costa occidentale prima di essere messa fuori servizio, ed inserita nella riserva della Marina, a San Francisco il 9 aprile 1948.

### Guerra di Corea
A seguito della guerra in Corea, lo USS Bremerton fu rimesso in servizio attivo il 23 novembre 1951. Dopo un addestramento di aggiornamento si unì nuovamente alla 7ª flotta per eseguire il suo primo dispiegamento nella zona della guerra di Corea. Durante il dispiegamento i suoi cannoni fecero saltare linee nemiche a Wŏnsan, Kojo, Chongjin e Changjon Hang, in Nord Corea. Il 13 settembre 1952 fu sollevata dall'incarico e le venne ordinato di tornare a Long Beach.
Per sette mesi venne sottoposto a revisioni, esercitazioni e ad esercitazioni di artiglieria. Una volta pronto, il 5 aprile 1953, lo USS Bremerton partì nuovamente da Long Beach per un'ulteriore dispiegamento con la 7ª flotta. L'incrociatore classe Baltimore si unì alla Task Force 77, dove i suoi cannoni colpirono installazioni, truppe e ferrovie nemiche nordcoreane.
Nel novembre del 1953 il Bremerton tornò a Long Beach dove iniziò un ciclo di revisione nel cantiere navale. Successivamente condusse un addestramento approfondito, per poi partire, il 14 maggio 1954, per un altro dispiegamento nel Pacifico occidentale. Il 4 aprile 1954 il comandante Will P. Starnes assunse l'incarico di ufficiale esecutivo e il 17 ottobre 1954 il Bremerton tornò a Long Beach dove gli fu concesso un riposo di trenta giorni prima di continuare le proprie esercitazioni programmate al largo della costa meridionale della California.

### Dopo la guerra
Nel gennaio del 1955, lo USS Bremerton si recò al Mare Island Navy Yard a Vallejo, in California, per il suo regolare periodo di revisione. A Mare Island il Bremerton venne sottoposto a un completo rinnovamento nell'ambito del programma ad alto livello della Marina volto a migliorare l'abitabilità e l'efficienza di combattimento.
Il 12 luglio 1955, dopo un rigido periodo di addestramento, il Bremerton salpò nuovamente per svolgere compiti in Estremo Oriente. In questo viaggio nel Pacifico occidentale, l'incrociatore servì come nave ammiraglia per il contrammiraglio D. M. Tyree, comandante della Cruiser Division One, successivamente sostituito dal contrammiraglio H. L. Collins. Per due settimane in ottobre prestò servizio come nave ammiraglia temporanea per il vice ammiraglio A.M. Pride, comandante della settima flotta, a Keelung, Formosa. Durante questo dispiegamento in Estremo Oriente, il Bremerton prese parte a cinque operazioni con la Task Force 77. Per le sue operazioni con le forze nazionaliste guadagnò la sua seconda medaglia al servizio cinese. Mentre era a Taiwan, il suo equipaggio partecipò alla celebrazione nazionalista cinese del Double Ten Day presieduta da Chiang Kai-Shek.
Il 10 gennaio 1956, mentre lo USS Bremerton era a Yokosuka, il comandante Robert M. Brownlie assunse l'incarico di ufficiale esecutivo dell'incrociatore pesante classe Baltimore. Successivamente, il 12 febbraio, il Bremerton tornò a casa a Long Beach, in California, dove il 28 febbraio il capitano Charles C. Kirkpatrick assunse il comando. Lo USS Bremerton ricevette una "E" bianca e una "E" verde per eccellenza per aver vinto la competizione Battle Efficiency tra gli incrociatori della flotta del Pacifico per l'anno fiscale 1956. Il 1 settembre 1956 il comando fu assunto dal capitano Raymond H. Bass, ex ginnasta statunitense e medaglia d'oro nella salita alla fune ai Giochi olimpici di Los Angeles 1932.
Il 6 novembre 1956 il Bremerton lasciò nuovamente il suo porto di Long Beach per l'Oriente, ma questa volta passando per Melbourne, in occasione dell'apertura della XVI Olimpiade. Oltre all'Australia, lo USS Bremerton visitò Redondo Beach, Monterey, Victoria, British Columbia, Seattle, Pearl Harbor, Guam, Kwajalein Atoll, i porti giapponesi di Yokosuka, Kobe, Beppu, Okinawa, Keelung, Formosa, Kaohsiung, Taiwan, le città di Manila e Olongapo nelle Filippine, Hong Kong e Dingalon Bay. Nel maggio del 1957 il Bremerton tornò a Long Beach. In questo periodo fu selezionata per poter ottenere la conversione tale da poterlo far diventare un incrociatore lanciamissili guidato (di tipo CG e denominazione CG-14) classe Albany, ma i fondi furono cancellati dal budget della Marina. 
Continuò il servizio ancora per qualche anno dopo che la conversione fu annullata.

### Destino finale
Si prevedeva che il Bremerton subisse un'importante conversione per diventare uno degli incrociatori missilistici guidati di classe Albany pianificati, con la nave assegnata al nuovo numero CG-14. Tuttavia, il costo di questo processo, insieme alla conversione simile del gemello Rochester, fu ritenuto troppo alto e quindi fu annullato. Lo USS Bremerton fu dismesso il 29 luglio 1960 dopo aver prestato servizio per un totale di 11 anni e mezzo.
L'ex Bremerton fu cancellato ufficialmente dal registro del naviglio militare il 1º ottobre 1973, insieme a molte delle sue navi gemelle. L'11 luglio 1974 venne successivamente venduto alla Zidell Explorations Corp., di Portland, Oregon, per poter poi affrontare il suo destino, la demolizione totale.
La campana dell'ex USS Bremerton fu donata al Museo del cantiere navale di Bremerton.

## Comandanti
Lista di comandanti dell'USS Bremerton e relativa data di assunzione del comando:
1. Capitano John Boyd Mallard: 29 aprile 1945;
2. Capitano Ruthven Elmer Libby: 22 aprile 1946;
3. Capitano Marion Netherly Little: 1947;

1ª radiazione
1. Capitano James Henry Ward: 23 novembre 1951;
2. Capitano Miles Hunter "Harry" Hubbard: 1952;
3. Capitano Robert Feree Martin: 6 luglio 1953;
4. Capitano Ray Russell Conner: 12 dicembre 1954;
5. Capitano Charles Cochran "Chili" Kirkpatrick: 28 febbraio 1956;
6. Capitano Raymond Henry "Benny" Bass: 1 settembre 1956;
7. Comandante Robert Marvin Brownlie: settembre 1957;
8. Capitano Richard Starr Craighill: 5 ottobre 1957;
9. Capitano Raymond Henry "Benny" Bass: 11 gennaio 1958;
10. Capitano John Southworth Fahy: 10 novembre 1958;
11. Capitano Donald Greer Irvine: 5 settembre 1959;
12. Comandante Raymond Leslie Pitts: 2 aprile 1960;

## Riconoscimenti
|                             |  |                             |  |                                                         |
| Template:Ribbon devices/alt |  |                             |  |                                                         |
| Template:Ribbon devices/alt |  | Template:Ribbon devices/alt |  | Template:Ribbon devices/alt                             |
| Template:Ribbon devices/alt |  | Template:Ribbon devices/alt |  | Bronze star · Bronze star · Template:Ribbon devices/alt |
| Template:Ribbon devices/alt |  | Template:Ribbon devices/alt |  | Template:Ribbon devices/alt                             |